# Synchiropus moyeri
Synchiropus moyeri là một loài cá biển thuộc chi Cá đàn lia gai (Synchiropus) trong họ Cá đàn lia. Loài này được mô tả lần đầu tiên vào năm 1985.

## Phân bố và môi trường sống
S. moyeri có phạm vi phân bố rộng rãi ở Tây Thái Bình Dương. S. moyeri sống ở độ sâu khoảng từ 3 đến 30 m.

## Mô tả
Mẫu vật lớn nhất của S. moyeri có chiều dài cơ thể được ghi nhận là 7,5 cm.
Số gai ở vây lưng: 4; Số tia vây mềm ở vây lưng: 8 - 10; Số gai ở vây hậu môn: 0; Số tia vây mềm ở vây hậu môn: 7 - 8.
S. moyeri bơi thành từng nhóm nhỏ giữa các rạn san hô, và thường là một con đực trưởng thành thống trị cả đàn.